# Myotis leibii
Myotis leibii е вид бозайник от семейство Гладконоси прилепи (Vespertilionidae).

## Разпространение
Видът е разпространен в Канада (Квебек и Онтарио) и САЩ (Алабама, Аризона, Вирджиния, Върмонт, Делауеър, Джорджия, Западна Вирджиния, Кентъки, Кънектикът, Масачузетс, Мейн, Мериленд, Мисури, Ню Джърси, Ню Йорк, Ню Хампшър, Оклахома, Охайо, Пенсилвания, Северна Каролина, Тенеси и Южна Каролина).